# Johnny Cymbal
Johnny Cymbal, geboren als John Hendry Blair (* 3. Februar 1945 in Ochiltree, Schottland; † 16. März 1993 in Nashville, Tennessee) war ein Songwriter, Sänger und Schallplattenproduzent in den USA.

## Musikalische Laufbahn
Johnny Cymbal wuchs in Schottland als John Hendry Blair auf, durch eine spätere Adoption durch seinen polnischen Stiefvater erhielt er dessen Familiennamen Cymbal. Als Johnny sieben Jahre alt war, siedelte seine Familie zunächst nach Kanada um, nahm aber bald darauf ihren ständigen Wohnsitz in Cleveland im US-Bundesstaat Ohio. Als Schüler wurde Johnny ein Fan des Rock ’n’ Roll und speziell von Elvis Presley. Mit 13 Jahren hatte er seine eigene Gitarre und begann Songs zu komponieren. Sid Lawrence, ein Musikhändler in Cleveland, nahm sich Johnny an und begann seine Musikkarriere zu fördern. 
Durch Vermittlung des Rundfunkmanagers Jack Gale bekam Johnny als 15-Jähriger einen Plattenvertrag mit MGM Records. 1960 wurden zwei Singles produziert, auf denen Cymbal auch Eigenkompositionen sang. Da die Platten keinen Erfolg brachten, beendete MGM den Plattenvertrag nach einem Jahr. In den folgenden zwei Jahren bemühte sich Gale vergeblich um eine neue Plattenfirma für Cymbal, während dieser als Schuhverkäufer arbeitete. 1963 gelang es, Plattenfirmen wieder für Cymbal zu interessieren. Zunächst nahm er eine Single bei Vee Jay auf, anschließend konnte beim New Yorker Label Kapp ein Vertrag für zwei Jahre abgeschlossen werden. Unter der Regie von Produzent Allan Stanton wurden die drei ersten Singles sofort erfolgreich. Jede A-Seite konnte sich in den Hot 100 des US-Musikmagazins Billboard platzieren, wobei der Debüttitel Mr. Bass Man, geschrieben von Cymbal, mit Platz 16 am besten abschnitt. Teenage Heaven, ebenfalls ein Cymbal-Werk (58.) und Dum Dum Dee Dum schnitten nicht ganz so gut ab. 
Ende 1964 lief der Plattenvertrag zwischen Cymbal und Kapp aus und es folgten mehrere Jahre, in denen Cymbal nur noch sporadisch bei verschiedenen Firmen Platten veröffentlichen konnte. Keine der Veröffentlichungen schaffte es in die Hitlisten. Einige kleine Erfolge hatte Cymbal als Songschreiber, etwa mit dem Countrysong Mary in the Morning, gesungen von Tommy Hunter oder mit Gene Pitneys Somewhere in the Country, das ein Hit in Großbritannien wurde. Ab 1968 versuchte Cymbal unter verschiedenen Pseudonymen wieder als Sänger Fuß zu fassen. Dies gelang unter dem Namen „Derek“ und den Titeln Cinnamon sowie Back Door Man. Beide waren ein Gemeinschaftswerk zwischen Cymbal und dem Produzenten George Tobin, die beide jeweils als Komponist und Produzent auftraten. Insgesamt wurden zwischen 1968 und 1969 drei Singles bei der New Yorker Plattenfirma Bang veröffentlicht. Der Titel Cinnamon erreichte im Dezember 1968 Platz 11 in den Hot 100, einige Wochen später kam Back Door Man auf Rang 59. Einen weiteren Versuch starteten Cymbal und Tobin unter dem Pseudonym „Milk“ mit der Single Angela Jones / Ochiltree, die bei Buddah Records herausgegeben wurde, aber keinen Erfolg erzielte. 1971 tat sich Cymbal mit der Sängerin Peggy Clinger zusammen. Beide besangen bei Marina und Chelsea als Cymbal and Clinger drei Singles, deren Titel sie auch gemeinsam geschrieben hatten. Außerdem produzierte Chelsea 1972 mit den beiden eine Langspielplatte unter dem Titel Cymbal & Clinger. 
Danach beendete Cymbal endgültig seine Plattenkarriere. Er ließ sich in Nashville nieder und schloss sich einem Komponistenteam an. Später arbeitete er als Komponist bei BMG. In den 1980er Jahren machte er mit einem Freund in der Cymbal Roberts Band noch einmal selbst Musik. Er starb am 16. März 1993 kurz nach seinem 48. Geburtstag in Nashville an einem Herzschlag.

## US-Charts bei Billboard
| Einstieg  | Titel           | Hot 100 |
| --------- | --------------- | ------- |
| 2/1963    | Mr. Bass Man    | 16.     |
| 5/1963    | Teenage Heaven  | 58.     |
| 8/1963    | Dum Dum Dee Dum | 77.     |
| als Derek |                 |         |
| 10/1968   | Cinnamon        | 11.     |
| 2/1969    | Back Door Man   | 59.     |

## US-Diskografie

### Vinyl-Singles
| A/B-Seite                                                | Katalog-Nr. | veröffentl. |
| -------------------------------------------------------- | ----------- | ----------- |
|                                                          | MGM         |             |
| Always, Always* / It'll Be Me                            | 12935       | 08/1960     |
| The Water Was Red* / Bunny*                              | 12978       | 01/1961     |
|                                                          | Vee Jay     |             |
| Bachelor Man / Growing Up with You                       | 495         | 02/1963     |
|                                                          | Kapp        |             |
| Mr. Bass Man* / Sacred Lovers Vow                        | 503         | 01/1963     |
| Teenage Heaven* / Cinderella Baby                        | 524         | 04/1963     |
| Dum Dum Dee Dum / Surfin' at Tia Juana*                  | 539         | 07/1963     |
| Marshmallow / Hurdy Gurdy Man                            | 556         | 10/1963     |
| There Goes a Bad Girl / Refreshment Time*                | 576         | 02/1964     |
| Robinson Crusoe on Mars / Mitsuo                         | 594         | 05/1964     |
| Connie* / Little Miss Lonely*                            | 614         | 9/1964      |
| Cheat, Cheat / 16 Shades of Blue*                        | 634         | 12/1964     |
|                                                          | DCP         |             |
| Go V.W. Go* / Sorrow and Pain                            | 1135        | 03/1965     |
| Summertime's Here at Last* / My Last Day*                | 1146        | 06/1965     |
|                                                          | Columbia    |             |
| Jessica* / Good Morning Blues                            | 43842       | 10/1966     |
|                                                          | Musicor     |             |
| It Looks Like Love* / May I Get to Know You              | 1261        | 08/1967     |
| The Marriage of Charlotte Brown* / Breaking Your Balloon | 1272        | 09/1967     |
|                                                          | Amaret      |             |
| Save All Your Lovin' / Ode to Bubble Gum*                | 110         | 08/1969     |
| „Derek“                                                  | Bang        |             |
| This Is My Story / Cinnamon*                             | 558         | 08/1968     |
| Back Door Man* / Sell Your Soul*                         | 566         | 02/1969     |
| Sell Your Soul* / \| Inside Out-Outside In*              | 571         | 08/1969     |
| „Milk“                                                   | Buddah      |             |
| Angela Jones / Ochiltree*                                | 80          | 01/1969     |
| Cymbal & Clinger                                         | Marina      |             |
| Pool Shooter* / Mookie Mookie Man*                       | 14256       | 5/1971      |
|                                                          | Chelsea     |             |
| God Bless You Rock and Roll* / Forever and Forever*      | 0106        | 10/1972     |
| The Dying River* / Little Bit No, Little Bit Yes         | 0112        | 2/1973      |

* komponiert von J. Cymbal

### Langspielplatten
- Johnny Cymbal: Mr. Bass Man, Kapp 1324, 1963
- Cymbal & Clinger: Cymbal & Clinger, Chelsea 1002, 1972

### Compact Discs
- Very Best Of Johnny Cymbal, 1995
- Mr. Bass Man & Other Classics, 2006
- Johnny Cymbal: Some Songs I Left Behind, Volume One, 2008
- Johnny Cymbal: Some Songs I Left Behind, Volume Two, 2008